# 1er arrondissement électoral du Nord (Dunkerque) de 1830 à 1831
Le 1er arrondissement électoral du Nord était l'une des 8 circonscriptions législatives françaises que comptait le département du Nord  la première année de la Monarchie de Juillet.

## Description géographique et démographique
Le 1er arrondissement électoral du Nord était situé à la périphérie de l'agglomération Dunkerquoise. Située entre la Belgique et le Pas-de-Calais, la circonscription est centrée autour de la ville de Dunkerque. 
Elle regroupait les divisions administratives suivantes : Canton de Dunkerque-Est ; Canton de Dunkerque-Ouest ; Canton de Bergues ; Canton de Gravelines ; Canton de Bourbourg ; Canton d'Hondschoote et le Canton de Wormhout.

## Historique des députations
| Législature     | Début de mandat  | Fin de mandat    | Député élu     | Parti politique        | Observations |
| --------------- | ---------------- | ---------------- | -------------- | ---------------------- | ------------ |
| Ire législature | 21 juin 1830     | 22 novembre 1830 | Benjamin Morel | Majorité ministérielle |              |
| Ire législature | 20 décembre 1830 | 31 mai 1831      | Benjamin Morel | Majorité ministérielle |              |